# Catarino Erasmo Garza
Catarino Erasmo Garza Rodríguez (25 de noviembre de 1859-8 de marzo de 1895) fue periodista y revolucionario mexicano. Publicó periódicos en español en los Estados Unidos, fundó sociedades benéficas pero quizás sea mejor conocido por la fallida Revolución Garza cerca de la frontera de Texas con México.
Después del fracaso de su revolución en Texas, Garza huyó a Costa Rica, donde se unió a un grupo de revolucionarios. Fue asesinado en Panamá a la edad de 35 años

## Primeros años de vida
Catarino Erasmo Garza Rodríguez nació cerca de Matamoros, Tamaulipas, el 24 de noviembre de 1859. Sus padres fueron J. Encarnación y María de Jesús Rodríguez de la Garza.
Asistió al Colegio San Juan de los Esteros en Matamoros donde se graduó y sirvió en la Guardia Nacional. Se mudó a los Estados Unidos en 1877, donde se casó y tuvo 2 hijas. Garza vivió en varias ciudades, incluidas Brownsville, Laredo, San Antonio y San Louis. Nunca residió en Matamoros.

## Obra literaria
En 1887, Garza y Gabriel Botello publicaron El Libre Pensador en Palito Blanco, Texas. El documento tenía como objetivo crear conciencia sobre la creciente brutalidad de la dictadura del Porfiriato y  en Coahuila a través del gobernador José María Garza Galán. El periódico y el equipo de Garza fueron confiscados, fue acusado de difamación y cumplió una condena de 31 días de cárcel.
Garza reanudó la publicación de sus escritos críticos en diciembre de 1887 después de mudarse a Corpus Christi, Texas. Este escrito fue extremadamente expresivo en su condena de los abusos de los Rangers de Texas contra los mexicoamericanos. En 1888, fue arrestado por el capitán de los Rangers de Texas, John R. Hughes, y acusado de difamación por su cobertura del asesinato de Abraham Reséndez por el Ranger Victor Sebree. Garza fue llevado a la ciudad de Rio Grande, donde Sebree le disparó y lo hirió. La ciudad estalló en violencia ante la noticia de la herida de Garza, y se produjo un motín en la ciudad.
Ese año, Garza comenzó a escribir su autobiografía, La Lógica de los Hechos, donde detalla su vida en Estados Unidos y la violencia extrema que experimentaron los mexicanos y los mexicoamericanos en Texas.

## Revolución Garza

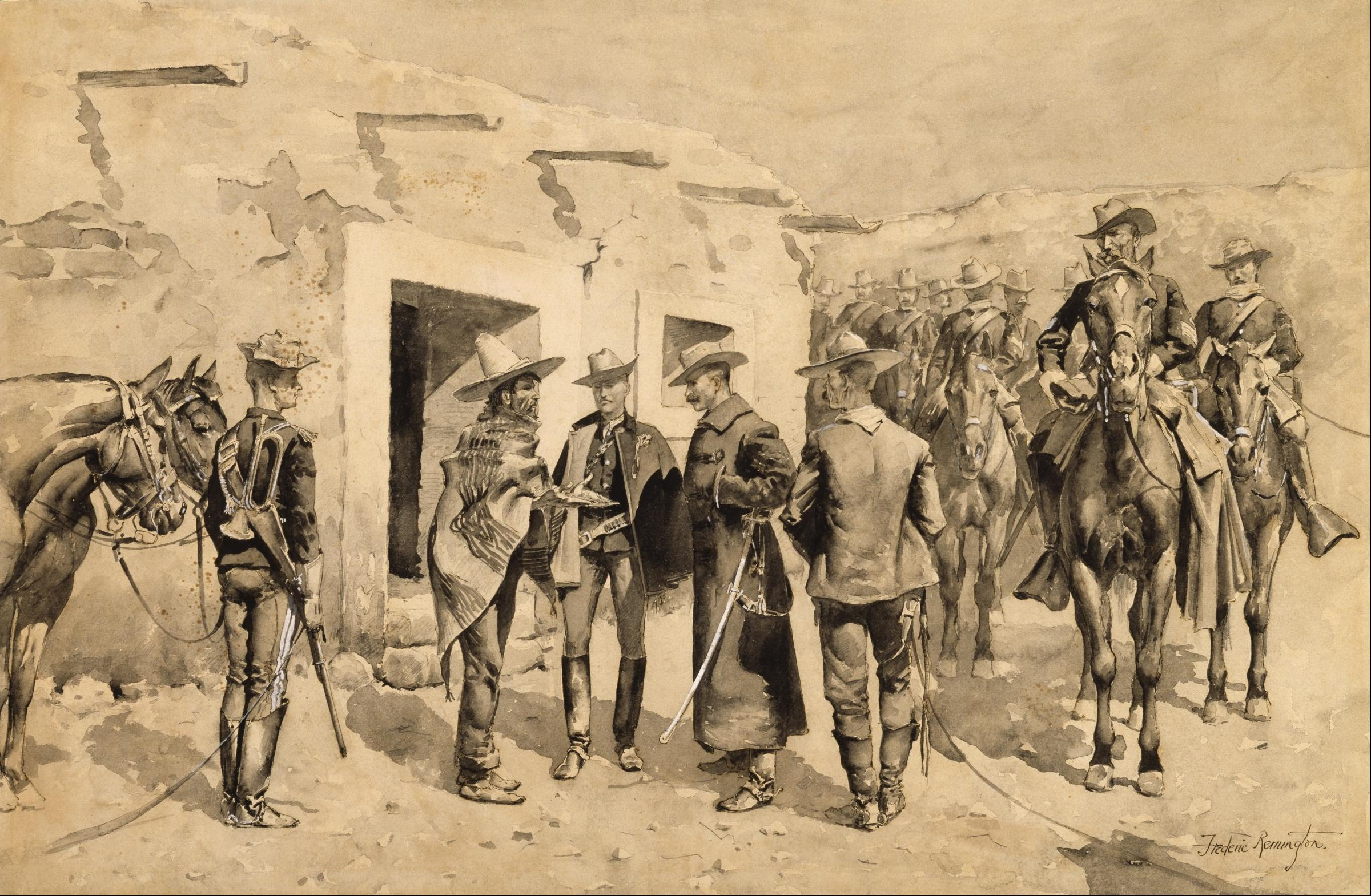
Caballería estadounidense cazando a hombres de Garza en el Río Grande (c. 1890–94).

En 1891, Garza y sus asociados planearon el derrocamiento del régimen del Porfiriato. Reclutó un ejército multiclase formado por profesionales de clase media baja, agricultores pobres, ganaderos sin tierra y terratenientes ricos, tanto mexicanos como mexicoamericanos (así como algunos angloamericanos que se habían casado con miembros de familias mexicanas). Los garzistas adoptaron el lema " libres fronterizos " que llevaban cosido en el sombrero. La respuesta militar de la administración Harrison a la Revolución Garza fue extremadamente sangrienta y sentó un precedente para la guerra interna estadounidense.
Al frente de la represión estaba el capitán del ejército estadounidense John Gregory Bourke, quien dijo: “Lo más barato es matarlos a tiros dondequiera que se encuentren merodeando con armas en la mano y quemar algunos de los ranchos que les dieron refugio." Bourke, que tenía quince años de experiencia en Arizona durante las Guerras Apache, dirigió sus ejércitos para destruir todas las comunidades tejanas que se creía apoyaban a Garza. El ejército estadounidense quemó ranchos, amenazó a familias con linchamientos, registró sin orden judicial y robó armas, caballos y dinero a familias tejanas. Se presentaron denuncias ante funcionarios estatales y federales, pero las atrocidades fueron ignoradas. La Revolución Garza fue reprimida en 1893, momento en el que Catarino Garza se vio obligado a exiliarse, junto con los últimos de sus partidarios.

## Muerte
En marzo de 1893 se trasladó a Matina, Costa Rica, donde publicó su último panfleto denunciando la violencia del régimen de Díaz, se tituló La Era de Tuxtepec en México o Sea Rusia en América. Garza luego se unió a un levantamiento revolucionario en Colombia durante la Guerra Civil colombiana de 1895. Fuentes oficiales describen la muerte de Garza; fue asesinado mientras intentaba liberar prisioneros en Bocas del Toro el 8 de marzo de 1895.
En 2024 el gobierno mexicano por indicaciones del Presidente Andrés Manuel López Obrador aprobó el envío de 80 militares (60 navales y 20 soldados) especialistas en antropología forense, hacia la Provincia de Bocas del Toro en Panamá, los cuales zarparon del Puerto de Veracruz en el buque Huasteco hacia la búsqueda y traslado de los restos de Catarino a México. El 23 de septiembre de 2024, el presidente López Obrador, la presidenta electa Claudia Sheinbaum y el gobernador Américo Villarreal Anaya inauguraron un monumento póstumo donde están los restos del revolucionario, en la Puerta Mexico de H. Matamoros Tamaulipas.